# Elara (mitologia)
Elara (in greco antico: Ἐλάρα?, Elárā) o Larissa è un personaggio della mitologia greca.

## Genealogia
Figlia di Minia o di Orcomeno e madre del gigante Tizio avuto da Zeus.

## Mitologia
Fu nascosta da Zeus sottoterra per evitare le gelosie di Era (moglie di Zeus) e lì concepirono il gigante Tizio. 

Elara morì in travaglio a causa delle enormi dimensioni del bambino.
Di Tizio si dice che a volte viene detto di essere il figlio di Gea (la dea della Terra), per la ragione di essere nato ed allevato sotto terra.
La grotta attraverso la quale si credeva che Tizio fosse giunto in superficie era situata in Eubea e era chiamata Elarion.